# トマーシュ・オストラーク
トマーシュ・オストラーク（Tomáš Ostrák, 2000年2月5日 - ）は、チェコ・フリーデク＝ミーステク出身のサッカー選手。ポジションはミッドフィールダー。

## 経歴
地元クラブのMFKフリーデク＝ミーステクでキャリアをスタートさせた。
2016年、ブンデスリーガの1.FCケルンのユースアカデミーに入団した。

2019年1月、マルクス・アンファング監督からクラブのトップチームと練習する機会を与えられた。
2022年2月、ケルンとの契約を更新せず、MLSのセントルイスシティSCに加入し、同年7月にセカンドチームに先に加入すると発表された。

## 代表歴
ユース代表としてチェコ代表プレーしている。2017年から、自国の17歳以下、19歳以下、21歳以下のチームでプレーしてきた。